# Identiteitstheorie (filosofie van de geest)

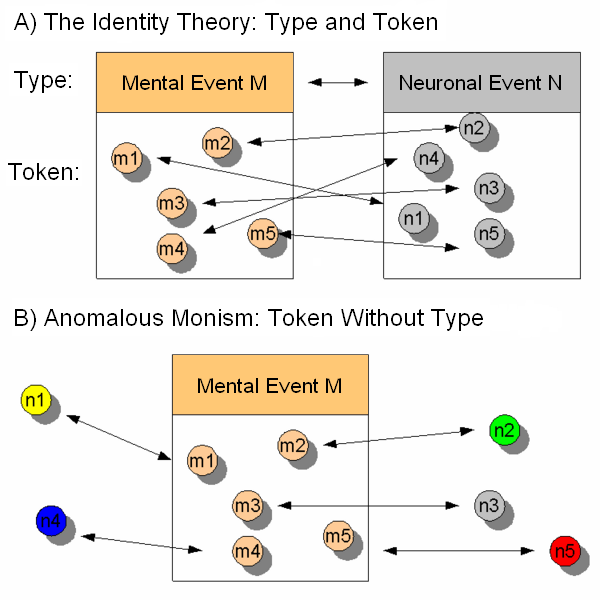
De traditionele identiteitstheorie in contrast met het inconsistente monisme (Anomalous Monism). Bij de identiteitstheorie correspondeert elke token instantiatie van een enkelvoudig mentaal type met een fysisch token van een bepaald fysisch type. Bij het inconsistente monisme kan de token-token correspondentie ook buiten de type-type correspondentie vallen. Het resultaat daarvan is token-identiteit.

Identiteitstheorie in de filosofie van de geest is de stellingname, dat mentale verschijnselen gelijk zijn aan fysieke verschijnselen, ofwel de geest is niets anders dan een hersenproces. Deze stelling wordt ook wel aangeduid met "type-fysicalisme", "type-identiteitstheorie", "Geest-Brein identiteitstheorie" of "identiteitstheorie van de geest"; In het Engels respectievelijk Type physicalism, Type Identity Theory, Mind-Brain Identity Theory of Identity Theory of Mind.

## Algemeen
De identiteitstheorie of type-fysicalisme werd in de jaren 50 ontwikkeld door John Smart en Ullin Place als een directe reactie op het falen van het filosofisch behaviorisme. Deze filosofen argumenteerden dat als mentale toestanden in feite een soort fysische substantie waren, maar geen gedrag, dat mentale toestanden dan waarschijnlijk identiek waren aan interne toestanden van de hersenen. In erg vereenvoudigde termen: Een mentale toestand M is niets anders dan een toestand van de hersenen B. De mentale toestand "verlangen naar een kopje koffie" zou dan niet meer zijn dan "het aanwakkeren van bepaalde neuronen in bepaalde delen van de hersenen".
Ondanks dat de identiteitstheorie op het eerste gezicht plausibel lijkt, kampt ze met op zijn minst één zware uitdaging, met name de these van de meervoudige realiseerbaarheid (Multiple Realizability), die voor het eerst geformuleerd werd door Hilary Putnam. Het lijkt duidelijk dat niet enkel mensen, maar ook bijvoorbeeld amfibieën pijn kunnen ervaren. Anderzijds lijkt het zeer onwaarschijnlijk dat al deze zeer verscheidene organismen met dezelfde pijn zich in dezelfde hersentoestand bevinden. Bijgevolg is de identiteitstheorie empirisch ongefundeerd.
Maar zelfs als dit het geval is, volgt daaruit niet dat alle vormen van de identiteitstheorie moeten afgewezen worden. Volgens theorieën van token identiteit, impliceert het feit dat een zekere hersentoestand verbonden is met slechts één "mentale" toestand van een persoon niet noodzakelijk dat er een absolute correlatie bestaat tussen types van mentale toestanden en types van hersentoestanden. Het type-token onderscheid kan geïllustreerd worden aan de hand van een eenvoudig voorbeeld: Het woord "geel" bevat drie types van letters (g, e, l), waaronder 2 instantiaties of tokens van de letter e en een van de andere twee letters.
Het idee van token identiteit is dat enkel individuele instanties van mentale gebeurtenissen identiek zijn aan individuele instanties of tokens van fysische gebeurtenissen.
Inconsistent monisme (cf. infra) en de meeste andere niet-reductieve fysicalismen zijn token-identiteitstheorieën. Ondanks de problemen waarmee de type-identiteitstheorie geconfronteerd wordt, is er in het heden hernieuwde interesse voor de theorie, hoofdzakelijk onder invloed van het werk van Jaegwon Kim.